# Espenel
Espenel – miejscowość i gmina we Francji, w regionie Owernia-Rodan-Alpy, w departamencie Drôme.
Według danych na rok 1990 gminę zamieszkiwało 112 osób, a gęstość zaludnienia wynosiła 7 osób/km² (wśród 2880 gmin regionu Owernia-Rodan-Alpy Espenel plasuje się na 1509. miejscu pod względem liczby ludności, natomiast pod względem powierzchni na miejscu 715.).